# Comarca de Noya
Noya (en gallego y oficialmente Noia) es una comarca situada en el noroeste de España, en la provincia de La Coruña (Galicia). Limita, al norte, con las comarcas de Jallas y de La Barcala; al este, con las comarcas de Santiago y El Sar; al sur, con la comarca del Barbanza; y al oeste, con la comarca de Muros y el Océano Atlántico.
Tres de los 4 municipios que forman esta comarca están situados en la península del Barbanza, por lo que la comarca del Barbanza no cubre toda la península.

## Municipios
Está formada por los siguientes municipios:
- Lousame
- Noya
- Outes
- Puerto del Son

## Patrimonio
En el municipio de Noya se encuentra un amplio patrimonio arquitectónico con construcciones góticas que datan desde el siglo XIV. Como ejemplos se pueden citar la Casa da Xouba, la Casa da Rosa, el Pazo do Forno do Rato. También destacan los pazos de Bergondo (siglo XVII) y da Pena de Ouro (siglo XX).

## Flora
Los bosques de esta comarca se encuentran conformados en su mayor parte por pinos, eucaliptos y acacias. Estas especies foráneas desplazaron al bosque autóctono debido a su mayor productividad económica. 
Las especies autóctonas dominantes son el tojo arnal (Ulex europaeus), tojo gatuño (Ulex minor), Ulex cantabricus,  brezo mayor (Daboecia cantabrica), retama negra (Cytisus scoparius), pino marítimo (Pinus pinaster).

## Orografía e hidrografía

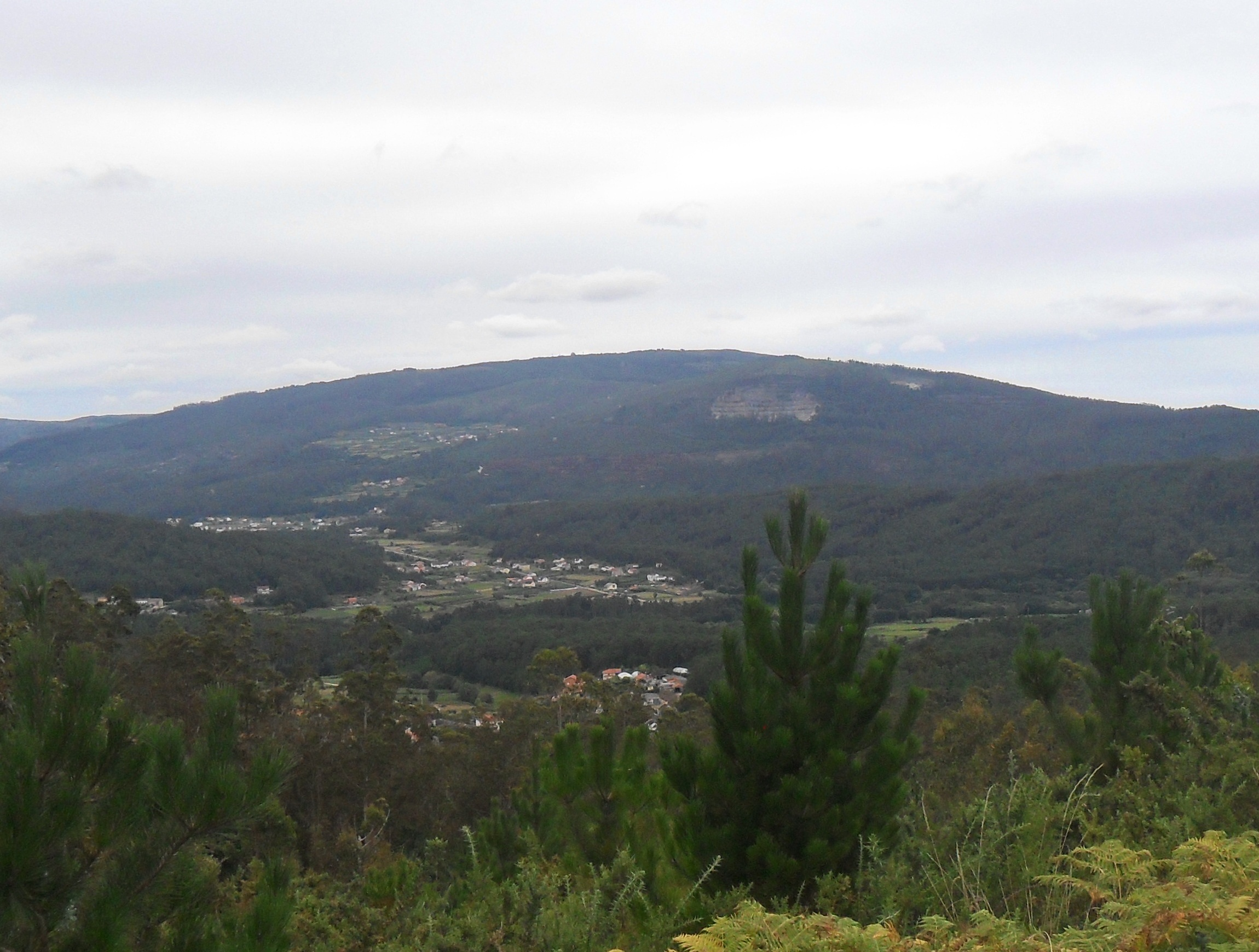
Vista del monte Iroite.

Excepto el municipio de Lousame, todos los concejos de esta comarca cuentan con salida al mar. Desde la costa hasta los montes que la rodean existe un fuerte desnivel, siendo el punto más alto el monte Iroite, de 685 metros, situado entre los municipios de Puerto del Son y Lousame y que además alberga una base militar aérea.
Algunos de los ríos que trascurren a lo largo de la comarca de Noya son el río Tambre. Cobra especial importancia las lagunas de Juno y Muro, situadas en Puerto del Son. Se trata de dos lagunas litorales separadas por un cordón dunar y de alto valor ecológico por la flora y fauna que alberga.